# 11257 Rodionta
11257 Rodionta è un asteroide della fascia principale. Scoperto nel 1978, presenta un'orbita caratterizzata da un semiasse maggiore pari a 2,3138759 UA e da un'eccentricità di 0,1538123, inclinata di 4,30209° rispetto all'eclittica.